# PROM
Un circuit PROM (Programmable Read-Only Memory) sau FPROM (Field Programmable Read-Only Memory) sau OTP NVM (One-Time Programmable Non-Volatile Memory) este o formă de memorie digitală unde valoarea fiecărui bit este stabilită prin arderea unei siguranțe. Acest fel de circuit este folosit pentru stocarea permanentă a unui program. Diferența majoră față de circuitele ROM (Read-Only Memory) este că programarea acestuia se face după construcția circuitului. 
Circuitele PROM sunt fabricate cu memoria liberă și, în funcție de tehnologia de fabricație, pot fi programate folosind circuite speciale sau chiar în sistemul în care urmează a fi instalate. Această tehnologie permite companiilor să păstreze în stoc o cantitate apreciabilă de unități PROM și să le programeze înainte de utilizare pentru a evita cumpărarea de circuite ROM specifice fiecărui produs în parte. Acest tip de memorie se găsește frecvent în cazul consolelor de jocuri, telefoanelor mobile, aparatelor medicale implantabile, interfețelor HDMI (High-Definition Multimedia Interface) și în multe alte produse de larg consum. 

## Istorie
Circuitul PROM a fost inventat în 1956 de către Wen Tsing Chow, care lucra în acel moment pentru American Bosch Arma Corporation în Garden City, New York. Circuitele au fost create la cererea Forțelor Aeriene ale SUA. Aceștia doreau o modalitate mai sigură și flexibilă de a stoca coordonatele țintelor în calculatorul digital al rachetelor Atlas E/F. Patentul și tehnologia asociată acestuia a fost ținut secret câțiva ani, timp în care rachetele Atlas E/F au devenit principală armă intercontinentala a SUA. Termenul de "ardere", care se referă la programarea unui circuit PROM, se găsește în patentul original al tehnologiei deoarece una din metodele incipiente de implementare a programării circuitelor era chiar aceea de ardere a diodelor interne cu un curent destul de mare pentru a produce discontinuități în circuit. Primele circuite de programare a PROM-urilor au fost de asemenea dezvoltate de ingineri Arma sub conducerea lui Chow și au fost dispuse în laboratorul Arma din Garden City și la comandamentul SAC (Strategic Air Command). 
Primele circuite PROM comerciale, bazate pe tehnologia semiconductorilor, au fost disponibile încă din anul 1969, valoarea celulelor de bit depinzând de arderea unui condensator aflat la intersecția liniilor conductoare. Texas Instruments a realizat circuitul folosind tehnologia MOSFET în 1979.   În 1982 s-a trecut de la folosirea condensatoarelor la folosirea tranzistorilor. Cu toate aceste avansuri tehnologice, principiul de ardere propriu-zisă a circuitelor a ridicat o serie de probleme de scalare, programare, mărime și fabricație ce au condus la producția acestora în volume mici.

## Mod de programare
În general, un circuit tipic PROM neprogramat are valoarea tuturor biților setată la "1" logic. Arderea unei siguranțe face ca valoarea bit-ului corespunzător să fie "0" logic. Memoria poate fi programată doar o singură dată prin arderea sigurantelor, acest proces fiind ireversibil. Ulterior este imposibil să refaci o siguranță arsă. 
Unele dispozitive pot fi „reprogramate” dacă noile date înlocuiesc valaorea unei celule cu nivel logic „1” cu valoare de „0”. Pentru a permite o corecție ulterioară, în cazul unor erori de programare sau modificări de program, unele seturi de instrucțiuni pentru anumite microprocesoare, un exemplu este MOS_Technology_6502, au profitat de acest lucru definind o instrucțiune break (BRK), care are codul de operare „00”. În cazurile în care a existat o instrucțiune incorectă, aceasta ar putea fi „reprogramată” la un BRK, deci o ardere de biți cu nivel "1" logic, determinând CPU-ul să transfere controlul către o zonă unde se găsește o altă secvență de program. Aceasta ar executa instrucțiunea corectă și va reveni la instrucțiunea de după BRK.